# Hasayan
Hasayan é uma cidade e uma nagar panchayat no distrito de Hathras, no estado indiano de Uttar Pradesh.

## Demografia
Segundo o censo de 2001, Hasayan tinha uma população de 5584 habitantes. Os indivíduos do sexo masculino constituem 54% da população e os do sexo feminino 46%. Hasayan tem uma taxa de literacia de 50%, inferior à média nacional de 59.5%: a literacia no sexo masculino é de 61% e no sexo feminino é de 37%. Em Hasayan, 20% da população está abaixo dos 6 anos de idade.